# 中国驻胡志明市总领事馆
中华人民共和国驻胡志明市总领事馆，简称中国驻胡志明市总领事馆，位于越南胡志明市第六坊二征夫人路175号（175 Hai Ba Trung Road）。
其為中華民國駐越南共和國大使館原址，由榮民工程事業管理處西貢辦事處承建，1969年9月20日落成，為當時西貢市唯一的摩登宮殿式建築物，但因戰事迫近而於1975年4月26日起關閉。
1975年4月30日西貢易幟，由越共新政府所接收，其後館舍由越南社会科学院经济研究所使用。
2004年8月由中华人民共和国政府接收，經浙江省建工建筑设计院改扩建後，总领事馆在2011年10月24日迁入办公。

## 历史沿革
1976年8月，中国提出在胡志明市、岘港和海防三地设置总领事馆。1977年5月，越南回复，同意在胡志明市和海防设置总领事馆，拒绝在岘港设置总领事馆。1977年11月17日，中国驻越南大使馆照会越南外交部领事司，中方将派员赴胡志明市建馆。19日，越南外交部领事司回复同意。1978年4月，越南外交部照会中国外交部，称越南并未准备好接受各国在胡志明市设领，建议滞留在河内、未获允许前往胡志明市的中方建馆人员回国。双方多次交涉后，越南仍不同意中国在胡志明市设领。6月，中国外交部宣布撤回建馆人员，并撤销对总领事的任命。同时按照领事对等原则，要求越南立即关闭驻广州、南宁、昆明三处总领事馆。
1992年11月22日，中越两国达成协议，互设总领事馆。1993年5月28日，中华人民共和国驻胡志明市总领事馆正式开馆。

## 机构设置
中国驻胡志明市总领事馆设置下列机构：
- 领事侨务处
- 经济商务处
- 办公室